# Ringstedt
Ringstedt is een dorp in de gemeente Geestland in de Duitse deelstaat Nedersaksen. Tot 1 januari 2015 was het een zelfstandige gemeente die deel uitmaakte van de Samtgemeinde Bederkesa in de Landkreis Cuxhaven.  Voor meer informatie zie onder Geestland.
De Ortschaft Ringstedt bestaat uit het gelijknamige dorp en Hainmühlen, een gehucht, dat 2 kilometer ten noordoosten van Ringstedt ligt. 

## Afbeeldingen
De grootste bezienswaardigheid van Ringstedt is de uit 1230 daterende Fabianuskerk. Sedert 1706 is het een simultaankerk. Zowel de evangelisch-lutherse als de, calvinistisch georienteerde, evangelisch-gereformeerde christenen houden er 's zondags hun erediensten.

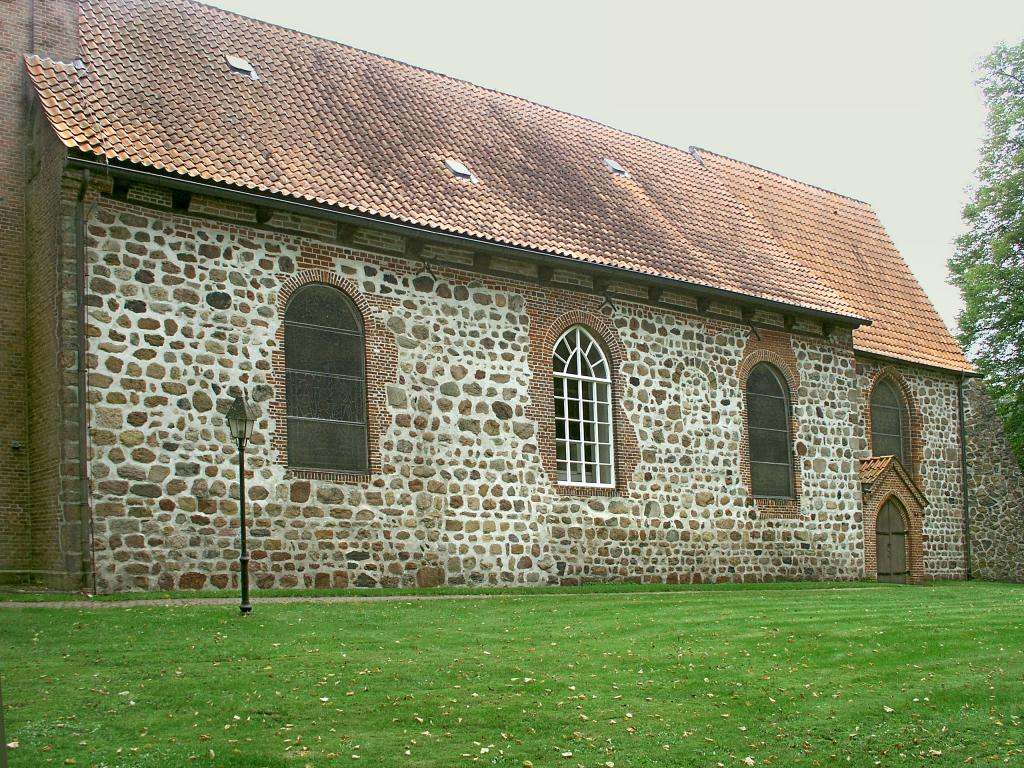
Zuidzijde Fabianuskerk (13e-eeuws)
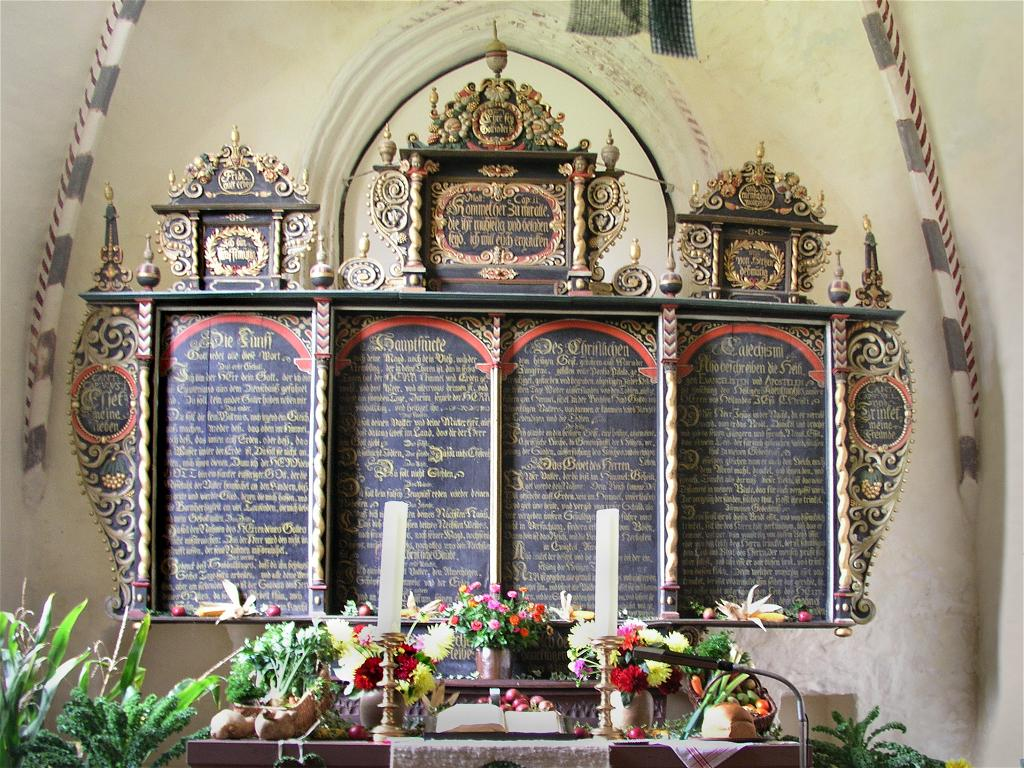
Altaar Fabianuskerk
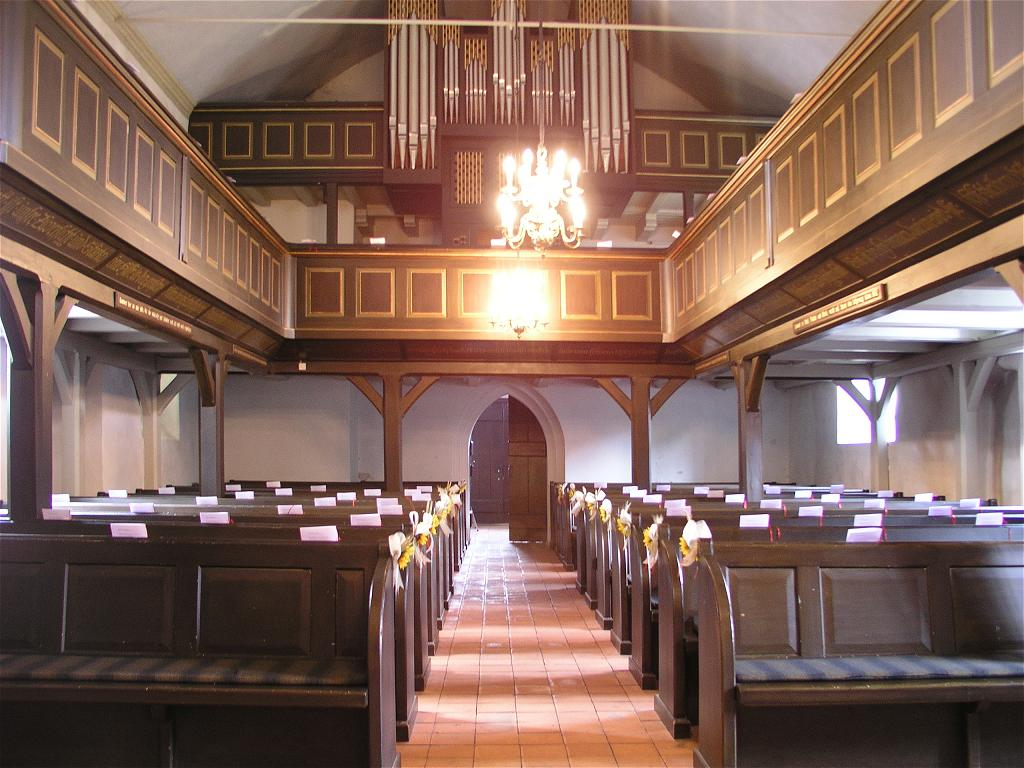
Interieur Fabianuskerk
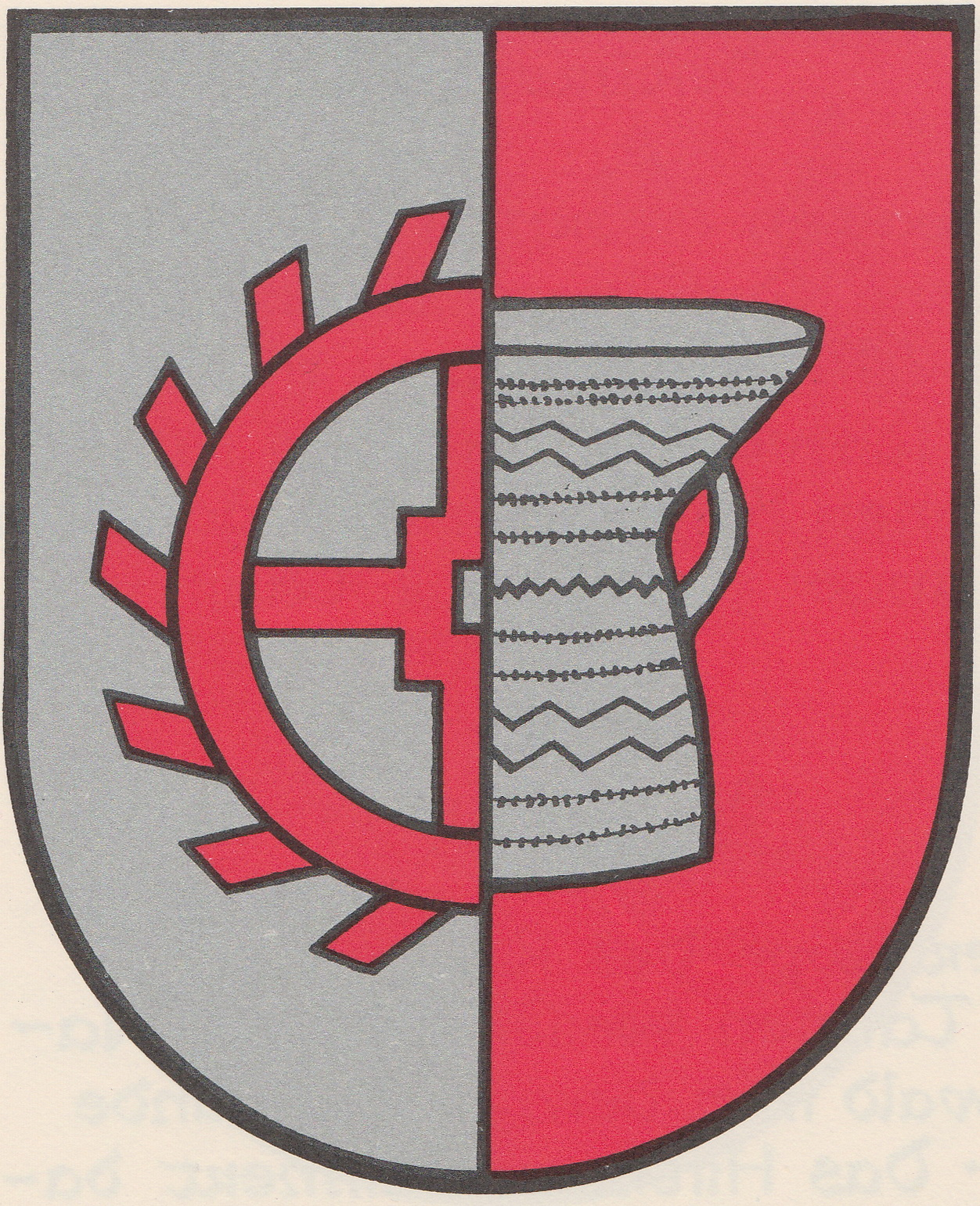
Dorpswapen van Hainmühlen
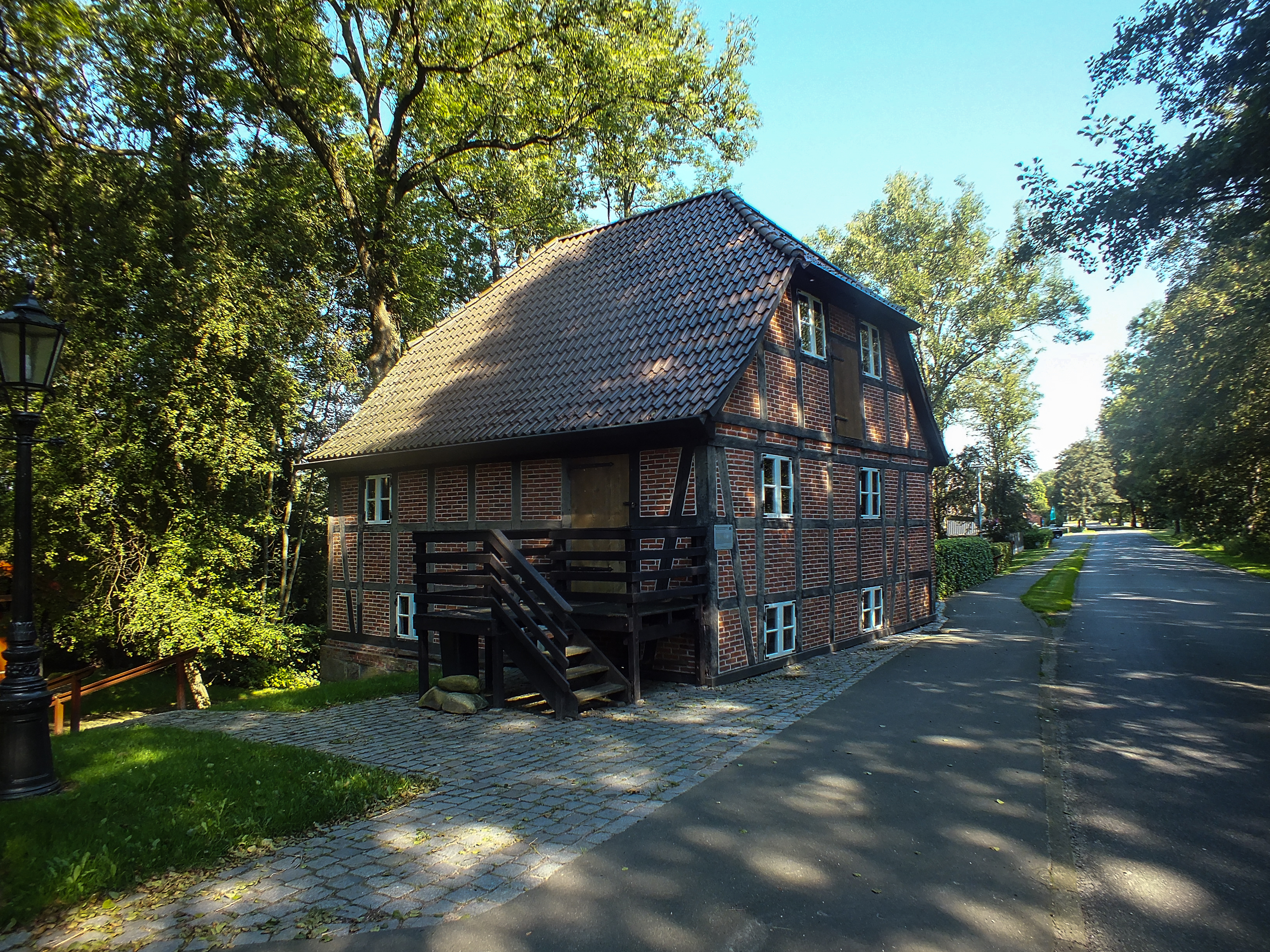
Watermolen van Hainmühlen (bouwjaar 1829; af en toe te bezichtigen; nog maalvaardig)

- Gemeinsame Normdatei: 4306539-9
- Virtual International Authority File: 3141159941677225440000